# A Justiça de Deus
A Justiça de Deus é uma telenovela brasileira produzida e exibida pelo SBT entre 19 de maio e 30 de julho de 1983, em 65 capítulos, às 20h46, substituindo Acorrentada e encerrando o segundo horário de novelas naquele momento. Baseada na mexicana El juicio de nuestros hijos, de Marissa Garrido, foi escrita por Crayton Sarzy e Amilton Monteiro, sob direção de David Grinberg e Renato Petrauskas e direção geral de Waldemar de Moraes.
Conta com Ana Rosa, Thaís de Andrade, Fausto Rocha Jr., Maria Luíza Castelli, Paulo Castelli, Roberto Scudero, Suzy Camacho e Annamaria Dias nos papéis principais.

## Enredo
Alice é uma recém-viúva que dá a luz ao mesmo tempo e no mesmo hospital que Adriana, uma jovem insegura que espera salvar o casamento com um filho, porém enquanto o bebê da primeira nasce saudável, o da segunda nasce com uma deficiência nas pernas. A diabólica Beatriz, mãe de Adriana, temendo que o casamento da filha chegue ao fim devido a condição do neto, decide troca-lo durante a noite com o bebê saudável de Alice, com a ajuda de Ester, prima da viúva que se beneficia financeiramente com o acordo.
Após 18 anos, Paulo, filho de Adriana criado por Alice, se tornou um moço honesto que estuda para ser padre, enquanto Rogério, filho de Alice criado por Adriana, se tornou um jovem rebelde e irresponsável, devido a negligência dos pais e ao mimo exagerado da avó. O caminho das duas famílias se cruza novamente quando Rogério se interessa por Marta, que gosta do seminarista Paulo, enquanto Jorge se encanta por Alice.

## Elenco
| Ator                 | Personagem                              |
| -------------------- | --------------------------------------- |
| Ana Rosa             | Alice Lacerda                           |
| Thaís de Andrade     | Adriana Toledo Dias                     |
| Fausto Rocha Jr.     | Dr. Jorge Dias                          |
| Maria Luíza Castelli | Beatriz Toledo                          |
| Paulo Castelli       | Padre Paulo Lacerda / Paulo Toledo Dias |
| Roberto Scudero      | Rogério Toledo Dias / Rogério Lacerda   |
| Suzy Camacho         | Marta                                   |
| Annamaria Dias       | Ester Lacerda                           |
| Arnaldo Weiss        | Felipe Lacerda                          |
| Lisa Negri           | Eliete                                  |
| Zélia Toledo         | Laís Correia Couto                      |
| Josmar Martins       | Jaime                                   |
| Siomara Nagy         | Lourdes                                 |
| Nino Ferreira        | Guilherme                               |

### Participações especiais
| Ator           | Personagem             |
| -------------- | ---------------------- |
| Amaury Alvarez | Dr. Raul Correia Couto |

## Reprise
Foi reprisada pela primeira vez entre 8 de junho a 24 de julho de 1987, às 14h30 em 35 capítulos, substituindo Jogo do Amor e sendo substituída por Uma Esperança no Ar.
Foi reprisada pela segunda vez entre 4 de março a 3 de abril de 1991, às 15h30, em 27 capítulos, substituíndo Jerônimo e sendo substituída por Destino. Foi exibida com nova abertura.

## Trilha sonora
A novela não teve trilha sonora lançada comercialmente. Os temas musicais faziam parte do LP ''Parada Popular'' da RGE.
1. A Justiça De Deus - Sônia Maya (tema de abertura)
2. Pouco A Pouco - Gilliard
3. A Taste Of The Sixties - Paul Mauriat